# Museo della tappezzeria
Il Museo del tessuto e della tappezzeria "Vittorio Zironi" è un museo di Bologna, facente parte del sistema dei Musei Civici d'Arte Antica del comune di Bologna. Fondato dall'artigiano tappezziere Vittorio Zironi, ha sede nella neoclassica Villa Spada, nel Quartiere Porto-Saragozza. Il museo è chiuso al pubblico dal settembre 2018.

## Storia

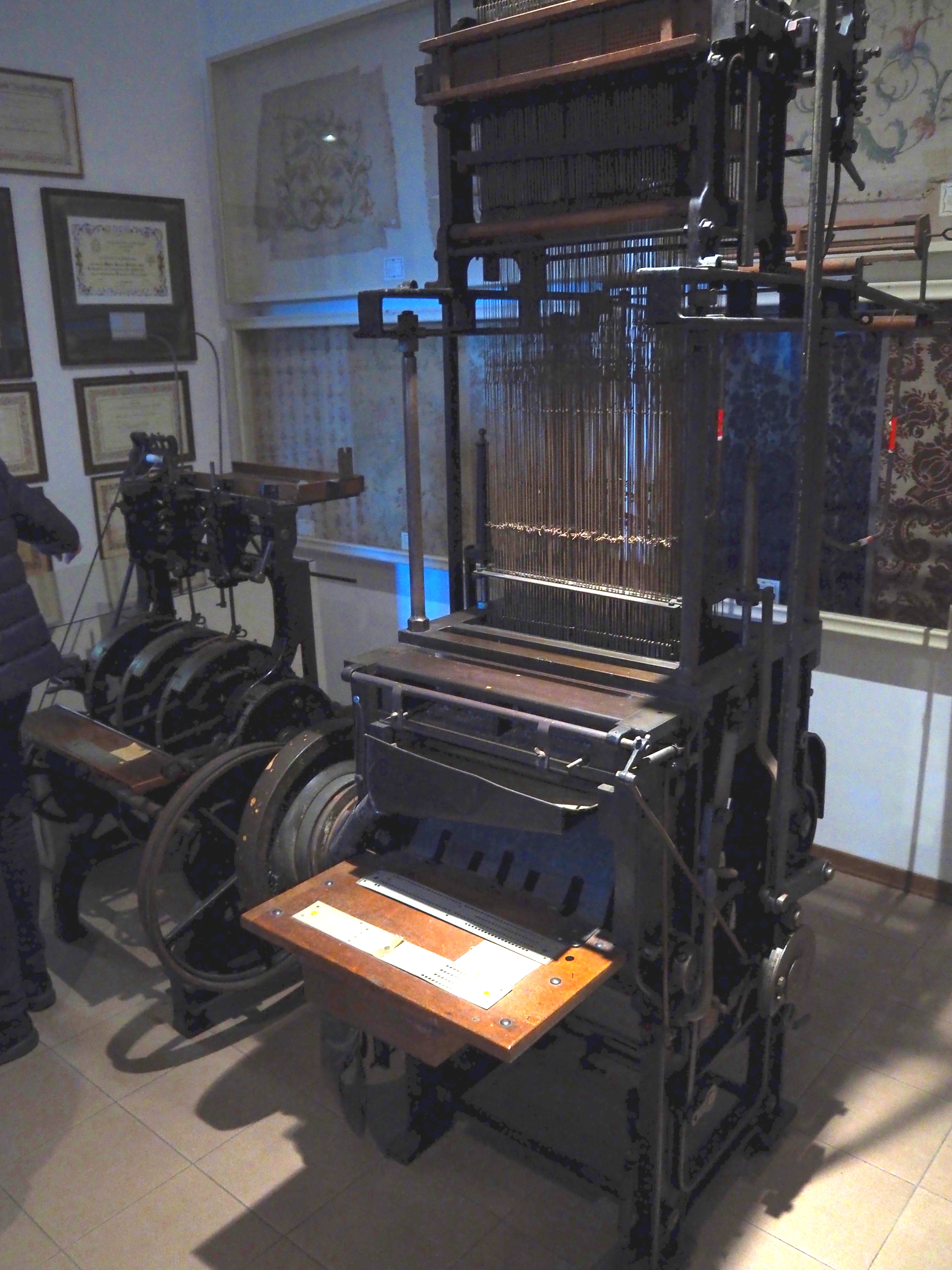
Interno del museo

Il Museo della tappezzeria nasce nel 1946 ad opera del bolognese Vittorio Zironi (1916 – 1999), insieme ad appassionati ed esperti artigiani del mestiere.
La decisione di creare questo museo fu presa dal fondatore durante la prigionia in Germania e vide la luce venti anni più tardi: infatti, dopo anni di ricerche, raccolte e donazioni dei partecipanti, l'esposizione fu inaugurata il 6 novembre 1966 da Giovanni Elkan, nella prima sede del Museo, sei stanze del palazzo Salina Brazzetti di via Barberia a Bologna.
Il vastissimo patrimonio etnografico, culturale e artistico, unico al mondo nel suo genere, che si è arricchito negli anni con il contributo di privati ed enti, favorì la decisione di realizzare il restauro conservativo di villa Spada, curato dal Museo in accordo con il Comune di Bologna, proprietario dell'immobile dal 1964.
Il 5 novembre 1990 fu inaugurata la nuova sede del Museo a villa Spada, nei cui nuovi spazi, alla collezione museale si aggiunse anche una raccolta di francobolli sulla tappezzeria, una biblioteca specializzata e l'allestimento di un laboratorio di restauro tessile che provvede a interventi di conservazione e restauro su opere di enti e privati e al costante riordino della collezione ospitata nella struttura.
In occasione dei 50 anni dalla fondazione, dal 2016 il Museo entra a fare parte dei Musei Civici d'Arte Antica dell'Istituzione Bologna Musei, in seguito alla donazione della collezione al Comune di Bologna.
Dal 1º luglio 2022 il gestore è Settore Musei Civici Bologna.

## Collezioni
Nella collezione, organizzata in forma tipologica, si possono trovare:
- tessuti italiani come damaschi, lampassi, broccati, velluti, taffetà, liseré, ecc.
- tessuti orientali, turchi, egiziani, copti, caucasici, persiani e indiani, tessuti asiatici, giapponesi, trine e ricami, paramenti sacri, abiti e costumi, bandiere e stendardi, pelli, passamanerie oltre a telai, attrezzi e macchinari per tappezzieri.
- pizzi e ricami Aemilia Ars, oltre che manufatti tessili umbri provenienti dalla Scuola di Sorbello
- disegni di gioielli di Alfonso Rubbiani, Aemilia Ars.
- Disegni per i merletti Aemilia Ars, di testate di pagina e iniziali ornate di Guido Fiorini, uno dei più ispirati disegnatori e decoratori di Aemilia Ars.

## Mostre
- Bologna Bella - I disegni di gioielli della donazione Cavazza: Aemilia Ars e Alfonso Rubbiani
- I disegni di Guido Fiorini - Opere per merletti Aemilia Ars, testate di pagina e iniziali ornate